# Sumbaspringhöna
Sumbaspringhöna (Turnix everetti) är en fågel i familjen springhöns inom ordningen vadarfåglar som är begränsad till en ö i Indonesien.

## Utseende
Sumbaspringhönan är en liten och kortbent springhöna med en kroppslängd på endast 13-14 centimeter. Ovansidan är marmorerad i svart, gulbrunt, grått och vitt, vingtäckarna mer åt det rödbruna hållet. Även bröstet är rödbrunt, med svartvit fjällning på halssidorna. Strupe och buk är vita, den kraftiga näbben är blågrå och benen rosa. Gråryggig springhöna (T. maculosa) som även förekommer på Sumba har en liten och gul näbb, gula ben, det rödbruna är mer utbrett på undersidan och svarta fläckar syns på bröstsidorna. Artens läte har ej dokumenterats.

## Utbredning och systematik
Arten förekommer enbart på ön Sumba i Små Sundaöarna i Indonesien. Den behandlas som monotypisk, det vill säga att den inte delas in i några underarter.

## Levnadssätt
Fågeln bebor torra gräsmarker och buskområden från havsnivå till 220 meters höjd och verkar mindre vanlig i jordbruksområden. Alla fynd har gjort i fem till sju decimeter högt gräs. Den ses ibland (och kan eventuellt konkurrera med) andra springhöns och vaktlar. Det har föreslagits att arterna intar olika nischer efter näbbens utseende, där sumbaspringhönans relativt grova näbb är anpassad till de grövre fröna.

## Status
Sumbaspringhönan har ett litet utbredningsområde. Beståndets storlek är okänt, men den är vanlig i gräsmarker och dess levnadsmiljö är intakt eller till och med ökar i omfång till följd av lokala skogsavverkningar. IUCN kategoriserad den därför som livskraftig.

## Namn
Fågelns vetenskapliga artnamn hedrar Alfred Hart Everett (1848-1898), engelsk kolonial administratör i Sarawak 1872-1890, naturforskare och samlare av specimen i Filippinerna och Ostindien.